# Cu tine vreau sa traiesc
Cu tine vreau sa traiesc è un singolo pubblicato nel 2003 dalle cantanti Andreea Banica & Cristina Rus e pubblicato con l'etichetta discografica Cat Music (Romania) nel 2004.
Cu tine vreau sa traiesc è il penultimo singolo della discografia delle Blondy (Andreea Banica e Cristina Rus) ed è il singolo solamente raggiunto nella TOP 100 in Romania.
Il testo parla di una storia tra un uomo che vuole vivere insieme con la donna. È stato scritto dalle stesse cantanti Andreea Banica e Cristina Rus.
Il video musicale è stato girato a Bucarest nel 2003 e stato pubblicato nello stesso anno con il singolo in playback.
Il singolo pubblicato nel Maggio 2003 sulle radio rumene di quel anno detiene un grande successo in Romania e nel 2003 pubblicato il Video Musicale in televisione nelle emittenti di musica rumena.